# 小行星3974
小行星3974（英語：3974 Verveer）是一颗围绕太阳公转的小行星。1982年3月28日，愛德華·鮑威爾在可可尼诺县发现了此天体。
这颗小行星的绝对星等为158.71426等。